# Sotto effetto stono
Sotto effetto stono ist das zweite Studioalbum der Hip-Hop-Formation Sottotono. Es wurde im Jahr 1996 veröffentlicht über das Label Warner Music Group. Nachdem der Rapper Nega und der Hip-Hop-Produzent Dj Irmu einige Monate nach dem Release vom Debütalbum (Soprattutto sotto) die Gruppe aus persönlichen Gründen verließen, stehen die verbliebenen Künstler Tormento und Fish im Mittelpunkt der Gruppe.

## Erfolg
Sotto effetto stono erreichte Platz 13 der italienischen Albumcharts und erreichte mit mehr als 150.000 verkauften Einheiten in Italien Doppel-Platin.
Alle Singles wurden in Italien jeweils über 200.000-mal verkauft.

## Titelliste
1. Sotto effetto stono
2. Non c'è amore (feat. Graziano Romani)
3. Eh beh (feat. Marya & Maku Go)
4. Succo alla pera col gin
5. Ho il controllo
6. Di Tormento ce n'è uno
7. Solo lei ha quel che voglio (feat.  Danny Losito)
8. Dimmi che farai
9. Cronici (feat. Maku Go)
10. Tranquillo
11. Quei bravi ragazzi (feat. DJ Double S, Lyricalz & Left Side)
12. Non c'è storia (feat. Graziano Romani)
13. Ianglediz (feat. Bassi Maestro, Esa & Polare)
14. Dimmi di sbagliato che c'è (feat. Jasmine)
15. L’inconscio